# Готфрид I фон Бикенбах
Готфрид I фон Бикенбах (на немски: Gottfried I von Bickenbach; на латински: Gotfridus de Bickenbach; * пр. 1211; † 1245) е господар на Бикенбах.

## Произход
Той е единственият син на Дамо фон Бикенбах († сл. 1187). Внук е на Хайнрих фон Бикенбах († сл. 1151) и съпругата му София фон Бухен († ок. 1193). Правнук е на Конрад I фон Бикенбах († сл. 1133) и Майнлиндис фон Катценелнбоген († сл. 1156), полусестра на Филип фон Катценелнбоген, епископ на Оснабрюк (1141 – 1173), дъщеря на Хайнрих I фон Катценелнбоген († ок. 1102) и Лукарда (Луитгард) фон Хаймбах-Хенгебах († сл. 1102).
Господарите фон Бикенбах построяват ок. 1235 г., през първата половина на 13 век, замък Бикенбах, днешният дворец Алсбах, над селото Алсбах, на ок. 2 km от Бикенбах. От там те могат да контролират частта си на пътя Бергщрасе, който води за Дармщат.
Готфрид I фон Бикенбах умира през 1245 г. на ок. 44 години.

## Фамилия
Готфрид I фон Бикенбах се жени за Агнес фон Даун (* пр. 1241; † 1254), дъщеря на вилдграф Конрад II фон Даун († сл. 1263) и Гизела фон Саарбрюкен († сл. 1265), дъщеря на граф Симон II фон Саарбрюкен († сл. 1207) и графиня Лиутгард фон Лайнинген († сл. 1239). Те имат седем деца:
- Конрад II фон Бикенбах 'Минезингер' цу Клингенберг († 7 октомври 1272), женен сл. 1250 г. за Гуда фон Фалкенщайн († 24 февруари 1290)
- Улрих фон Бикенбах († 11 март 1303), катедрален кантор в Майнц, свещеник в Зайлфурт
- Готфрид фон Бикенбах († сл. 1285), провост в Регенсбург, капитулар в Бамберг
- Ото фон Бикенбах († 22 февруари/декември 1307), женен за Анна фон Епщайн (1254 – 1279)
- Марквард фон Бикенбах († 4 юли 1288), княз-абат на манастир Фулда (1286 – 1288), вероятно отровен[3]
- Аделхайд фон Бикенбах († сл. 1292), абатиса на манастир Химелтал
- Анна фон Бикенбах († 1255), омъжена за шенк Еберхард III фон Ербах († 1269)